# Rengerslage
Rengerslage ist in der Ortschaft Königsmark ein Ortsteil der Hansestadt Osterburg (Altmark) im Landkreis Stendal in Sachsen-Anhalt.

## Geographie
Rengerslage, ein Marschhufendorf mit Kirche, liegt 3½ Kilometer nordöstlich von Königsmark und etwa zehn Kilometer nordöstlich von Osterburg im Landschaftsschutzgebiet Altmärkischen Wische, einem Niederungsgebiet zwischen den Flüssen Elbe und Biese.
Die Gemarkung Rengerslage, die etwa das Gebiet des Ortsteils Rengerslage umfasst, wird im Westen ungefähr durch die Beverlake und im Norden und Osten durch Westwässerung begrenzt.
Nachbarorte sind Wolterslage im Westen, Ferchlipp im Nordwesten, Lichterfelde im Norden, Behrendorf und Giesenslage im Osten, Busch im Südosten, Iden im Süden, sowie Wasmerslage und Königsmark im Südwesten.

## Geschichte

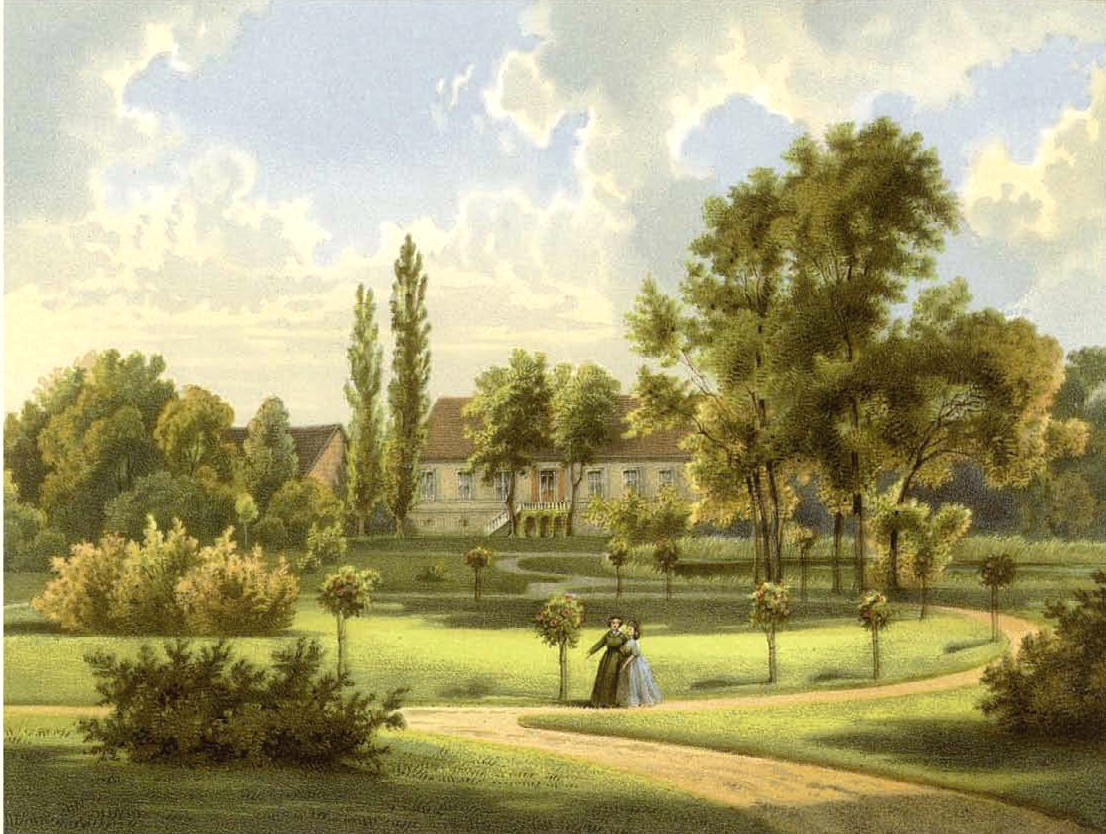
Rittergut Rengerslage

### Mittelalter bis Neuzeit
Die erste Erwähnung von Rengerslage stammt aus dem Jahre 1206 als Rencherslache. Die 1207 ausgestellte Urkunde von Papst Innozenz III. bestätigte auf Bitten von Dekan und Kapitel die Gerechtsame der Stendaler Nikolaikirche, darunter die Kirche und 3/4 einer Hufe in Rengerslage. Im Jahre 1209 bestätigte Markgraf Albrecht II der Stendaler Nikolaikirche den Besitz in Rengirslage, die Kirche und den Grundbesitz in der Feldmark der Rengerslager Äcker. Aus der Urkunde geht hervor, dass diese Güter von Albrechts Brüdern Otto II. und Heinrich von Gardelegen dem Stift übereignet worden waren. Weitere Nennungen sind 1482 ville Rengerslage, 1542 Ringerschlagen, 1687 Rengerschlage, 1800 Rengerslage, 1804 Dorf und Gut Rengerschlage mit einer Windmühle.
Nach dem Dorf nannte sich die adlige Familie Rengerschlage, die seit dem frühen 14. Jahrhundert in der Altmark bezeugt ist. Das Gut war bis zu deren Aussterben 1677 in Besitz der Familie. Die Besitzer des Gutes wechselten häufig. Vor 1928 gehörte es Paul Fischer, danach bis 1945 dem Landwirt und Kaufmann Schorcht.
Bei der Bodenreform wurden 1945 ermittelt: zwei Besitzungen über 100 Hektar hatten zusammen 596 Hektar, 22 Besitzungen unter 100 Hektar zusammen 414 Hektar, 2 Kirchenbesitzungen hatten zusammen 44 Hektar. Enteignet wurden 4 Betriebe, darunter das Rittergut und ein Ackerhof. 1947 war aus den Neubauernsiedlungen, die den schweren Boden nicht bewirtschaften konnten, ein Landesgut mit 551 Hektar neu gebildet worden, das 1949 Volksgut wurde und 1953 als Abteilung zum Volkseigenen Gut VEG Busch kam. 1948 hatten aus der Bodenreform 5 Vollsiedler jeder über 5 Hektar und 5 Kleinsiedler jeder unter 5 Hektar erworben. Im Jahre 1954 entstand die erste Landwirtschaftliche Produktionsgenossenschaft vom Typ III, die LPG „Neuland unterm Pflug“.

### Herkunft des Ortsnamens
„Rencher“ bezeichnet eine Person. Der zweite Teil des Namens „lage“, „lache“, „loche“ steht für „Grenze“ oder „Bezirk“.

### Eingemeindungen
Dorf und Gut gehörten bis 1807 zum Arneburgischen Kreis, danach bis 1813 zum Kanton Werben im Königreich Westphalen, ab 1816 kamen beide in den Kreis Osterburg, den späteren Landkreis Osterburg in der preußischen Provinz Sachsen.
Am 30. September 1928 wurde der Gutsbezirk Rengerslage mit der Landgemeinde Rengerslage vereinigt.
Am 25. Juli 1952 wurde die Gemeinde Rengerslage aus dem Landkreis Osterburg in den Kreis Osterburg umgegliedert. Am 1. Januar 1974 wurde die Gemeinde Rengerslage in die Gemeinde Königsmark eingemeindet. Am 1. Juli 2009 erfolgte der Zusammenschluss der Gemeinde Königsmark mit anderen Gemeinden zur neuen Einheitsgemeinde Hansestadt Osterburg (Altmark). Die Ortsteile Königsmark und Rengerslage kamen dadurch zur neuen Ortschaft Königsmark und zur Hansestadt Osterburg (Altmark).

### Einwohnerentwicklung
| Jahr             | 1734 | 1772 | 1790 | 1798 | 1801 | 1818 | 1840 | 1864 | 1871 | 1885 | 1892   | 1895 | 1900   | 1905 |
| Dorf Rengerslage | 135  | 113  | 144  | 154  | 156  | 220  | 252  | 255  | 280  | 204  | [0]291 | 187  | [0]309 | 353  |
| Gut Rengerslage  |      |      |      | 037  |      |      |      |      |      | 065  |        | 101  |        | 120  |

| Jahr | Einwohner |
| ---- | --------- |
| 1925 | 299       |
| 1936 | [00]258   |
| 1939 | 188       |
| 1946 | 453       |
| 1964 | 264       |
| 1971 | 219       |
| 2011 | [00]110   |

| Jahr | Einwohner |
| ---- | --------- |
| 2012 | [00]96    |
| 2018 | [00]78    |
| 2019 | [00]73    |
| 2020 | [00]79    |
| 2021 | [00]74    |
| 2022 | [0]71     |
| 2023 | [0]69     |

Quelle, wenn nicht angegeben, bis 1971:

## Religion

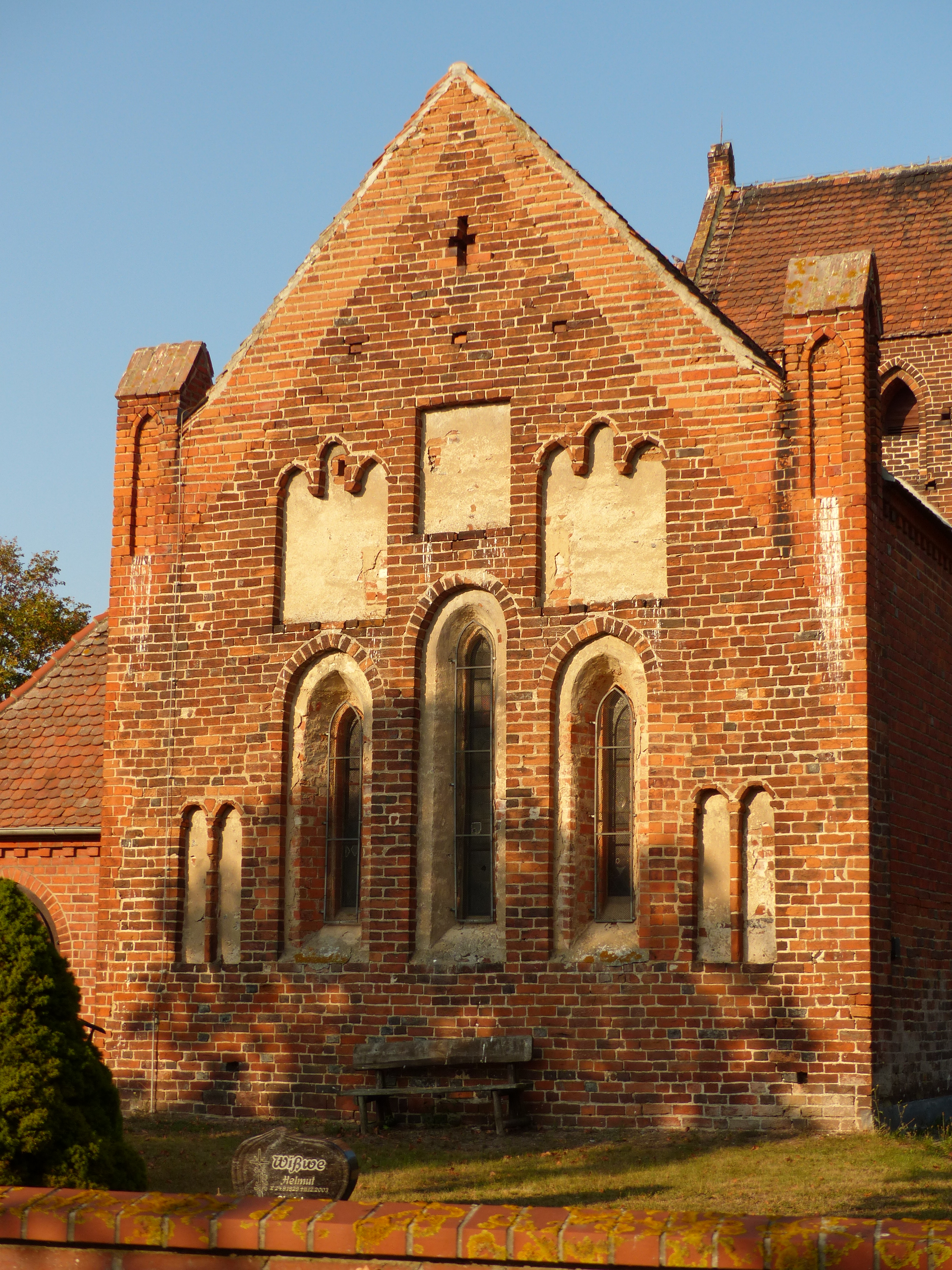
Chorgiebel der Dorfkirche Rengerslage

Die evangelische Kirchengemeinde Rengerslage, die früher zur Pfarrei Iden gehörte, wird heute betreut vom Pfarrbereich Königsmark im Kirchenkreis Stendal im Bischofssprengel Magdeburg der Evangelischen Kirche in Mitteldeutschland.
Die ältesten überlieferten Kirchenbücher für Rengerslage stammen aus dem Jahre 1666.
Die katholischen Christen gehören zur Pfarrei St. Anna in Stendal im Dekanat Stendal im Bistum Magdeburg.

## Kultur und Sehenswürdigkeiten
- Die evangelische Dorfkirche Rengerslage ist ein spätromanisch-frühgotischer Backsteinbau aus der ersten Hälfte des 13. Jahrhunderts.[12]
- Der Ortsfriedhof ist auf dem Kirchhof.
- Von Rittergut sind heute nur noch Relikte vorhanden. Das Herrenhaus wurde in den 1990er Jahren abgebrochen.[12]
- Im Dorf gibt es eine Feuerwehr, ein Dorfgemeinschaftshaus und eine Sportstätte.[25]